# Cheniers
Ne doit pas être confondu avec Chéniers.
Cheniers est une commune française située dans le département de la Marne, en région Grand Est.
Le nom du village vient du mot gaulois chêne ou chenaie. Des chênes pubescents subsistent, ils sont les derniers lambeaux de la forêt primitive de la Champagne crayeuse.
Ses habitants sont les Chnéias ou Chegnio.

## Géographie
Au sud de Châlons-en-Champagne, dans la plaine crayeuse, sans rivière.

### Hydrographie
La commune est dans la région hydrographique « la Seine de sa source au confluent de l'Oise (exclu) » au sein du bassin Seine-Normandie. Elle n'est drainée par aucun cours d'eau,.

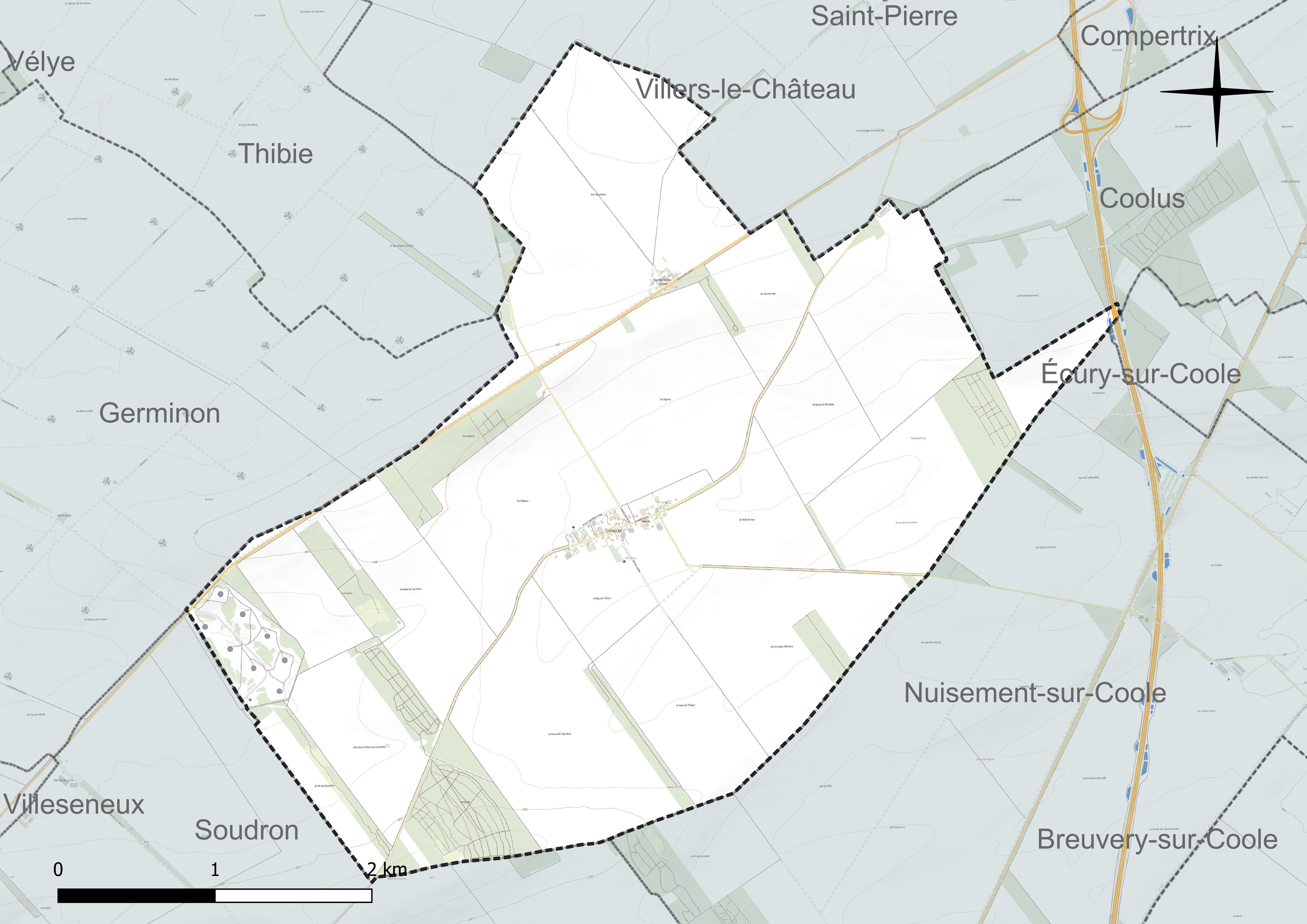
Réseau hydrographique de Cheniers.

### Climat
Pour des articles plus généraux, voir Climat du Grand Est et Climat de la Marne.
En 2010, le climat de la commune est de type climat océanique dégradé des plaines du Centre et du Nord, selon une étude du Centre national de la recherche scientifique s'appuyant sur une série de données couvrant la période 1971-2000. En 2020, Météo-France publie une typologie des climats de la France métropolitaine dans laquelle la commune est exposée à un climat océanique altéré et est dans la région climatique Nord-est du bassin Parisien, caractérisée par un ensoleillement médiocre, une pluviométrie moyenne régulièrement répartie au cours de l’année et un hiver froid (3 °C).
Pour la période 1971-2000, la température annuelle moyenne est de 10,3 °C, avec une amplitude thermique annuelle de 16 °C. Le cumul annuel moyen de précipitations est de 712 mm, avec 11,4 jours de précipitations en janvier et 8,2 jours en juillet. Pour la période 1991-2020, la température moyenne annuelle observée sur la station météorologique de Météo-France la plus proche, « Vatry-aéro », sur la commune de Vatry à 7 km à vol d'oiseau, est de 11,0 °C et le cumul annuel moyen de précipitations est de 654,9 mm. 
La température maximale relevée sur cette station est de 41,1 °C, atteinte le 25 juillet 2019 ; la température minimale est de −15,3 °C, atteinte le 1er janvier 1997,,.
Les paramètres climatiques de la commune ont été estimés pour le milieu du siècle (2041-2070) selon différents scénarios d'émission de gaz à effet de serre à partir des nouvelles projections climatiques de référence DRIAS-2020. Ils sont consultables sur un site dédié publié par Météo-France en novembre 2022.

## Urbanisme

### Typologie
Au 1er janvier 2024, Cheniers est catégorisée commune rurale à habitat très dispersé, selon la nouvelle grille communale de densité à sept niveaux définie par l'Insee en 2022.
Elle est située hors unité urbaine. Par ailleurs la commune fait partie de l'aire d'attraction de Châlons-en-Champagne, dont elle est une commune de la couronne,. Cette aire, qui regroupe 97 communes, est catégorisée dans les aires de 50 000 à moins de 200 000 habitants,.

### Occupation des sols
L'occupation des sols de la commune, telle qu'elle ressort de la base de données européenne d’occupation biophysique des sols Corine Land Cover (CLC), est marquée par l'importance des territoires agricoles (88,7 % en 2018), une proportion sensiblement équivalente à celle de 1990 (88,2 %). La répartition détaillée en 2018 est la suivante : 
terres arables (88,7 %), milieux à végétation arbustive et/ou herbacée (8,6 %), zones industrielles ou commerciales et réseaux de communication (2,7 %). L'évolution de l’occupation des sols de la commune et de ses infrastructures peut être observée sur les différentes représentations cartographiques du territoire : la carte de Cassini (XVIIIe siècle), la carte d'état-major (1820-1866) et les cartes ou photos aériennes de l'IGN pour la période actuelle (1950 à aujourd'hui).

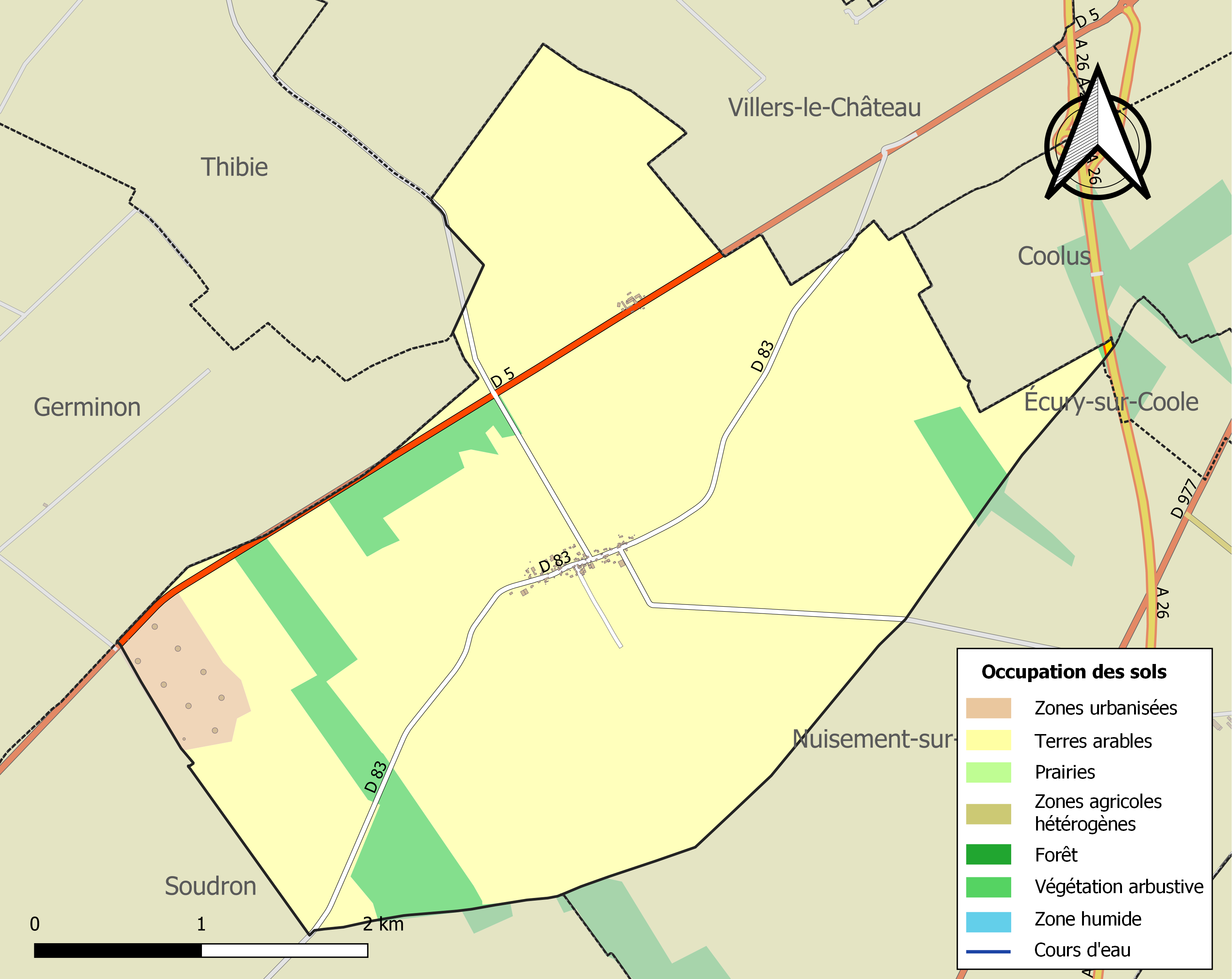
Carte des infrastructures et de l'occupation des sols de la commune en 2018 (CLC).

## Toponymie
Le nom de la localité est attesté sous les formes :
- 1238 : Chennier ;
- 1252 : Chenehier, Cheneier ;
- 1256 : Chingneum ;
- 1308 : Chenniers ;
- 1405 : Cheners (pouillé de Chalons) ;
- 1508 : Chenyers ;
- 1542 : Cheniers ;
- 1556 : Chenieres ;
- XVIIIe siècle : Chesniers.

De l'oïl chénier, « chênaie » au singulier, puis au pluriel.

## Histoire
Le village a appartenu aux seigneurs de Conflans entre le XIe et le XVIIIe siècle.
Cheniers fut brûlé lors de la guerre de Cent Ans.
Le château fut incendié en 1418 par le Bourguignon Thiébault de Neufchâtel.
Le 3 mai 1944, un avion anglais participant au raid sur Mailly-le-Camp a été abattu. Ses 8 aviateurs sont enterrés dans le cimetière de la commune, près du reste de leur avion soit : Jones, Oliver, Stanley, Whipp, Grain, Batt, Dye, Ellis.
26 en 1664, 33 en 1690, 27 en 1709, 40 en 1713, 43 en 1720, 45 en 1725, 43 en 1773 pour 183 habitants et 36 en 1788.

## Politique et administration

### Rattachements administratifs et électoraux

#### Rattachements administratifs
La commune se trouve depuis 1926 dans l'arrondissement de Châlons-en-Champagne du département de la Marne.
Elle faisait partie depuis 1801 du canton d'Écury-sur-Coole. Dans le cadre du redécoupage cantonal de 2014 en France, cette organisation territoriale administrative a disparu, le canton n'est plus qu'une circonscription électorale.

#### Rattachements électoraux
Pour les élections départementales, la commune fait partie depuis 2014 du canton de Châlons-en-Champagne-3.
.Pour les élections législatives, elle fait partie de la cinquième circonscription de la Marne.

### Intercommunalité
Conformément au schéma départemental de coopération intercommunale de la Marne du 15 décembre 2011, la commune antérieurement membre de la communauté de communes de l'Europort, est désormais membre de la nouvelle Communauté d'agglomération de Châlons-en-Champagne, dite « Cités en Champagne ».
Celle-ci résulte en effet de la fusion, au 1er janvier 2014, de l'ancienne communauté d'agglomération de Châlons-en-Champagne, de la communauté de communes de l'Europort, de la communauté de communes de Jâlons (sauf la commune de Pocancy qui a rejoint la communauté de communes de la Région de Vertus) et de la communauté de communes de la Région de Condé-sur-Marne,.

### Liste des maires
| Période                                  | Période                       | Identité         | Étiquette | Qualité                         |
| ---------------------------------------- | ----------------------------- | ---------------- | --------- | ------------------------------- |
| Les données manquantes sont à compléter. |                               |                  |           |                                 |
| avant 1876                               | après 1877                    | Patillet         |           |                                 |
| Les données manquantes sont à compléter. |                               |                  |           |                                 |
| mars 1983                                | En cours (au 27 juillet 2019) | François Griffon |           | Réélu pour le mandat 2020-2026, |

## Démographie
L'évolution du nombre d'habitants est connue à travers les recensements de la population effectués dans la commune depuis 1793. Pour les communes de moins de 10 000 habitants, une enquête de recensement portant sur toute la population est réalisée tous les cinq ans, les populations de référence des années intermédiaires étant quant à elles estimées par interpolation ou extrapolation. Pour la commune, le premier recensement exhaustif entrant dans le cadre du nouveau dispositif a été réalisé en 2006.

En 2022, la commune comptait 120 habitants, en évolution de +10,09 % par rapport à 2016 (Marne : −1,19 %, France hors Mayotte : +2,11 %).
| 1793 | 1800 | 1806 | 1821 | 1831 | 1836 | 1841 | 1846 | 1851 |
| ---- | ---- | ---- | ---- | ---- | ---- | ---- | ---- | ---- |
| 186  | 204  | 206  | 163  | 142  | 156  | 143  | 131  | 130  |

| 1856 | 1861 | 1866 | 1872 | 1876 | 1881 | 1886 | 1891 | 1896 |
| ---- | ---- | ---- | ---- | ---- | ---- | ---- | ---- | ---- |
| 135  | 141  | 132  | 115  | 112  | 106  | 110  | 113  | 85   |

| 1901 | 1906 | 1911 | 1921 | 1926 | 1931 | 1936 | 1946 | 1954 |
| ---- | ---- | ---- | ---- | ---- | ---- | ---- | ---- | ---- |
| 82   | 84   | 94   | 95   | 91   | 100  | 109  | 92   | 64   |

| 1962 | 1968 | 1975 | 1982 | 1990 | 1999 | 2006 | 2011 | 2016 |
| ---- | ---- | ---- | ---- | ---- | ---- | ---- | ---- | ---- |
| 63   | 51   | 59   | 64   | 78   | 73   | 111  | 117  | 109  |

| 2021 | 2022 | - | - | - | - | - | - | - |
| ---- | ---- | - | - | - | - | - | - | - |
| 115  | 120  | - | - | - | - | - | - | - |

## Économie
- Agriculture céréalière.

## Culture locale et patrimoine

### Lieux et monuments
- Tour reste d'un château en craie, avec blason daté de 1771.
- Église XVIe et XVIIIe siècles avec de beaux chapiteaux blasonnés. Autel du XVIIIe siècle en bois peint, confessionnal du XVIIIe siècle, deux peintures religieuses de Bertille Segalas.
- Musée privé 1939-1945.

### Personnalités liées à la commune
La poétesse Anaïs Ségalas (1814-1893) séjourna à Cheniers, où elle possédait la ferme Notre-Dame.

### Héraldique
| Blason de Cheniers | Blason  | Coupé : au 1er parti au I d'azur à un château ruiné d'argent, au II de gueules à trois chaînes d'or de deux maillons et demi, posées en pal, au 2d d'or à un chêne arraché au naturel. |
| Blason de Cheniers | Détails | Le statut officiel du blason reste à déterminer. |